# Брак (фильм)
«Брак» (фр. Mariage) — трагикомедия Клода Лелуша.

## Сюжет
Фильм представляет собой хронику тридцатилетнего брака Генри и Джейн. Первая сцена происходит 6 июня 1944 года. Генри и Джейн только что поженились и собираются въехать в свой новый загородный дом, находящийся рядом с бункером. Оба предпочли бы жить в городе, но не могут себе этого позволить. Представители французского сопротивления наводняют дом, собираясь уничтожить немцев в бункере. В результате этого рейда Генри навсегда остается связанным с Сопротивлением.
10 лет спустя в юбилей их свадьбы (и юбилей рейда) Генри награждают как героя, хотя Джейн не признает этого. Она бойкотирует установку мемориальной доски, посвященной разрушению бункера. Ещё спустя десять лет отношения между супругами разладились. И наконец 30 лет спустя — 6 июня 1974 года — уже разведённая пара встречается, чтобы продать дом, и Генри вспоминает старые времена и говорит о связях, которые нельзя разрушить.

## В ролях
- Рюфюс — Генри
- Бюль Ожье — Жанин
- Мари Деа — владелец
- Каролина Сельер — невеста 1974
- Бернар Ле Кок — жених 1974
- Шарль Жерар — ветеран
- Гарри Уолтер
- Леон Зитрон — играет самого себя
- Жерар Дурнель — ветеран
- Жермэн Ляфэль
- Жан Солар — генерал
- Оскар Фрайтаг — немецкий офицер
- Ален Басньер — Альбер в 20 лет (нет в титрах)
- Марк Ваде — Альбер в 10 лет (нет в титрах)